# Cruz de Todas las Naciones
La Cruz de Todas las Naciones (en árabe: صليب كل الشعوب) es una cruz monumental situada en Qanat Bakish, una localidad cerca de la ciudad de Baskinta en el Líbano. La cruz fue construida cerca de una iglesia que data de 1898 en un terreno perteneciente a la Orden Libanesa Maronita. Con 73,8 metros de altura, la Cruz de todas las Naciones es la mayor cruz iluminada en el mundo, siendo inaugurada el 13 de septiembre de 2010 en la víspera de la Fiesta de la Exaltación de la Cruz. Fue construida por la Iglesia maronita y una organización de católicos franceses la "Asociación Terre de Dieu", dirigida por los hermanos Jesús y  Francois Ibanez. La inauguración se llevó a cabo después de una misa en presencia de funcionarios libaneses, el embajador francés en Líbano, Denis Pieton, el clero y miles de creyentes.